# Ptujsko domače pustovanje (1964)
Ptujsko pustovanje 1964 je bilo domača pustna prireditev, namesto neorganiziranega Kurentovanja.
Zaradi enoletnega premora (odpovedi Kurentovanja) je 9. in 11. februarja (obakrat ob 10. uri), domače pustovanje vseeno organiziral DPD "Svoboda" Ptuj, saj se mesto Ptuj nikakor ni hotelu odreči svoji tradicionalni pustni povorki, vsaj z nastopom domačih okoliških etnografskih in karnevalskih skupin.
To domače pustovanje, edinkrat vmes ko ni bilo organizirano Kurentovanje, ni bilo nikjer oglaševano.

## Vzrok za enoletni premor
Letošnji premor, za katerega se je odločil Zavod za Folklorne in karnevalske prireditve Ptuj, saj je v prejšnjih letih bil deležen veliko kritik. To poteza je naletela na veliko ogorčenje domačih in tujih obiskovalcev, turističnih agencij in številnih gostinskih lokalov, ki so tako bili močno prikrajšani. Ko se je začelo pustovanje po drugih krajih po Sloveniji, je nastalo vprašanje kaj se dogaja na Ptuju. Ker ni bilo nobene reklame v nobenih občilih, je bil v Večeru članek »Kaj pa Ptuj?« in temu so sledili še drugi negativni članki v Delu.
Kurentovanje (V.) se je vrnilo naslednje leto, s folklornimi in etnografskimni dogodki v polnem obsegu.

## Spored

### Dvojni dopoldanski domač sprevod etnografskih mask
9. in 11. februarja (obakrat 10. uri) je bil okrnjen sprevod okoliških skupin:
- Markovci
- Dornava
- Videm pri Ptuju
- Rogoznica
- Ptuj
- Godba "Svoboda" Ptuj

## Trasa

### Povorka
Z postanki na trgih ob šalah in plesih:
- Mladika (start) – Čučkova – Hotel Poetovio – Lekarne Ptuj – Delta – Samopostrežna – Avtobusna postaja (zaključek)